# Classic (album de Rah Digga)
Pour les articles homonymes, voir Classic.
Albums de Rah Digga
Dirty Harriet
(1999)
Dirty Harriet est le deuxième album studio de Rah Digga, sorti le 14 septembre 2010.
L'album s'est classé 83e au Top R&B/Hip-Hop Albums.

## Liste des titres
| No  | Titre                      | Durée |
| --- | -------------------------- | ----- |
| 1.  | The Book of Rashia         | 2:36  |
| 2.  | Who Gonna Check Me Boo     | 3:24  |
| 3.  | This Ain't No Lil' Kid Rap | 3:14  |
| 4.  | Straight Spittin' IV       | 2:23  |
| 5.  | Classic                    | 3:11  |
| 6.  | Solidified                 | 3:56  |
| 7.  | Feel Good                  | 3:21  |
| 8.  | Viral                      | 3:54  |
| 9.  | Back It Up                 | 3:11  |
| 10. | You Got It                 | 3:59  |

| 11. | Look What You Done Started | 4:03 |